# هجوم دمشق (971)
هُجُوم القرامِطة عَلى دِمَشْق (ذو القعدة 360 هـ / سبتمبر 971 م) هو هجوم عسكري شنه القرامطة الإسماعيليون بقيادة الحسن الأعصم قادمين من البحرين إلى دمشق، بهدف مُحاربة الدولة الفاطميَّة الإسماعيليَّة، وكان جزءًا من حملة واسعة ضد الفاطميين حُكام مصر.

## خلفية
استاء القرامطة الموجودين في بلاد البحرين من استيلاء الفاطميين على مدينة دمشق عام 969 من الإخشيديين، بعد أن كان القرامطة يحصلون على ضريبة سنويَّة من الحاكم الإخشيدي مُحمَّد بن طغج تبلغ 300 ألف دينار، فلما ملكها الفاطميين توقف أحد الإيرادات الهامة للقرامطة.

## الأحداث
عزم القرامطة على المسير إلى دمشق مدعومين بالعتاد والسلاح من عز الدولة البُويهي الشيعي وبعض القبائل العربية مُنطلقين من مدينة الكوفة. وصل القرامطة إلى نحو دمشق، فالتقوا بالحامية الفاطمية على مقربة منها، فقاتلوهم حتى تغلَّبوا عليهم وقتلوا قائد الحامية جعفر بن فلاح.
دخل القرامطة دمشق وقاموا بعمل القتل بين أهاليها، ثم بعد أن استقرَّت أمنوا أهلها وسيطروا عليها ثلاثة سنين وخطبوا في المنابر للخليفة العباسي ولعنوا المعز لدين الله الفاطمي، وقد كان الهجوم القرمطي على دمشق جزء من حملة قرمطية بإتجاه مصر الفاطمية إلا أنها فشلت فيما بعد مرتين.

## ما بعد الهجوم
بعد انهزام القرامطة وفشلهم في اجتياح مصر، عادوا إلى البحرين وتركوا دمشق بعد ثلاثة سنوات تقريبًا من السيطرة عليها بالتعاون مع وجهاء المدينة لانشغالهم في الحرب، فأرسل المعز لدين الله الفاطِميّ قائده ظالم بن موهوب العقيلي واليًا على دمشق في عام 363 هـ / 973 م واستولوا عليها.

### فهرس المنشورات
1. 1 2 3  ابن القلانسي (1983)، ص. 1.
2. 1 2  ابن الأثير (2005)، ص. 1272.
3. ↑  ابن الأثير (2005)، ص. 1272-1273.

### معلومات المنشورات كاملة
الكُتُب العربيَّة مرتبة حسب تاريخ النشر
- ابن القلانسي (1983)، تاريخ دمشق، تحقيق: سهيل زكار، دمشق: دار حسان، OCLC:4770529129، QID:Q126280738{{استشهاد}}:  صيانة الاستشهاد: ref duplicates default (link)
- ابن الأثير الجزري (2005)، الكامل في التاريخ، مراجعة: أبو صهيب الكرمي، عَمَّان: بيت الأفكار الدولية، OCLC:122745941، QID:Q123225171